# La Vie de Rosie
 (septembre 2012).
Si vous disposez d'ouvrages ou d'articles de référence ou si vous connaissez des sites web de qualité traitant du thème abordé ici, merci de compléter l'article en donnant les références utiles à sa vérifiabilité et en les liant à la section « Notes et références ».
La Vie de Rosie (Everything's Rosie) est une série télévisée d'animation britannique en 104 épisodes de 11 minutes plus un épisode spécial de 24 minutes, produite par Victoria Corner et diffusée du 3 mai 2010 au 14 février 2017 sur la chaîne CBeebies.
En France, elle est diffusée depuis le 13 février 2012 sur France 5 dans Zouzous. Elle reste inédite dans les autres pays francophones.

## Synopsis
Rosie, qui déborde d'énergie, vit une série d'aventures et de découvertes au cours desquelles elle apprend des valeurs importantes et des leçons de vie en compagnie de son meilleur ami, le lapin bleu Pinpin, mais aussi, notamment, du bel oiseau Galiléa, de l'ours en peluche Bruno, de l'audacieux Liam et de la gentille Lilly.

## Liste des épisodes

### Saison 1 (2010)
1. Grand Chêne veut jouer à cache-cache
2. Le Tour de magie de Galiléa
3. Des ailes pour Liam
4. Bruno prend le thé avec la reine
5. Grand Chêne voudrait bien dormir
6. L'Histoire de Lilly et des quatre ours
7. Pinpin journaliste
8. Qui gargouille dans la nuit
9. Petit Ourson
10. Pinpin mène l'enquête
11. Rosie oublie Pinpin
12. Le Spectacle de danse de Lilly
13. Pinpin et Liam font la course
14. Galiléa donne des ordres
15. La Mélodie du vent
16. Grand Chêne a un gros rhume
17. La Soirée pyjama
18. Une surprise pour Petit Ourson
19. Super Liam
20. Galiléa a perdu son nid
21. Tous au cirque
22. Le Nouvel Ami de Petit Ourson
23. Bruno découvre la neige
24. Le Livre préféré de Pinpin
25. Le Magasin de Rosie
26. Un écho pas comme les autres
27. Liam au bois dormant